# Alaa Al Aswani
Alaa Al Aswani (Arabisch: علاء الأسوانى) (Caïro, 26 mei 1957) is een Egyptisch schrijver, tandarts en mede-oprichter van de politieke beweging Kefaya.
Zijn tweede roman, Het Yacoubian, deed veel stof opwaaien in de Arabische wereld, aangezien het boek nogal wat taboes probeert te doorbreken. Het werd in 2006 verfilmd.
Alaa Al Aswani was in januari 2007 te gast bij het Haagse festival Winternachten, waar hij deelnam aan een tweedaagse schrijversconferentie, en tijdens het weekend optrad, samen met de Nederlandse auteur Michiel van Kempen (schrijver van de roman Vluchtwegen) in een programma over de verbeelding van de stad.
Chicago, Al Aswani's nieuwste roman, speelt zich af in de stad waar Al Aswani werd opgeleid tot tandarts en verscheen in het voorjaar van 2008 in Nederlandse vertaling.
- Bibsys: 6067894
- Biblioteca Nacional de España: XX1799549
- Bibliothèque nationale de France: cb14623756f (data)
- Catàleg d'autoritats de noms i títols de Catalunya: 981058521719806706
- CiNii: DA1582282X
- Gemeinsame Normdatei: 134078594
- International Standard Name Identifier: 0000 0001 2242 4005
- Library of Congress Control Number: no98118319
- Nationale Bibliotheek van Tsjechië: jx20110803001
- Nationale bibliotheek van Australië: 40000813
- Nationale Bibliotheek van Israël: 987007310799305171
- Nationale Bibliotheek van Polen: a0000002424456
- Nationale en Universitaire bibliotheek Zagreb: 000534876
- Nederlandse Thesaurus van Auteursnamen: 246136979
- Réseau des bibliothèques de Suisse occidentale: 02-A009666674
- LIBRIS: 286196
- Système universitaire de documentation: 104689870
- Trove: 1470508
- Virtual International Authority File: 69184887
- WorldCat: E39PBJdwYXxJGFkwc8hKkkM9Dq